# Marcela Melková
Marcela Melková (* 24. ledna 1971 Velké Bílovice) je česká politička, zpěvačka a pedagog, v letech 2017 až 2021 poslankyně Poslanecké sněmovny PČR, v letech 2016 až 2020 zastupitelka Středočeského kraje, členka hnutí ANO 2011.

## Život
Absolvovala Střední pedagogickou školu v Kroměříži a následně vystudovala operní zpěv u renomované české operní pěvkyně Antonie Denygrové na Státní konzervatoři v Praze, je mezzosopranistka. Na Filozofické fakultě Masarykovy univerzity v Brně vystudovala obor Hudební věda v programu bakalář, v současnosti tamtéž dokončuje magisterské studium.
Působila jako ředitelka Základní umělecké školy ve Velkých Bílovicích na Břeclavsku. Byla členkou sboru Státní opery Praha a od roku 2015 členkou Pražského filharmonického sboru. S tímto světově proslulým vokálním tělesem spolupracuje dodnes.Věnovala se převážně koncertní činnosti a oratorní hudbě. Spolupracovala s hudebními tělesy i orchestry v České republice, Německu, Francii a Itálii. .
Marcela Melková má trvalé bydliště v obci Nupaky poblíž Průhonic, Praha - východ.

## Politické působení
Je členkou hnutí ANO 2011.
V krajských volbách v roce 2016 byla za hnutí ANO 2011 zvolena zastupitelkou Středočeského kraje. Ve volbách v roce 2020 mandát obhajovala, ale neuspěla.
Ve volbách do Poslanecké sněmovny PČR v roce 2017 byla zvolena poslankyní za hnutí ANO 2011 ve Středočeském kraji, a to z osmého místa kandidátky.
Ve volbách do Poslanecké sněmovny PČR v roce 2021 již nekandidovala.